# Famous Music
Famous Music is een Amerikaanse muziekuitgeverij, in het bezit van Paramount Pictures (Viacom). De uitgeverij licenseert muziek aan een diverse groep van internationale media, maar voornamelijk aan filmstudio's en televisieprogrammamakers. Het grote archief van muziekauteursrechten is verkregen door een decennialang bestaan en bevat muziek van Academy Award-winnende films als The Godfather en Forrest Gump.

## Geschiedenis
Famous Music is opgericht in 1928 door de voorganger van Paramount Pictures, de Famous-Lasky Corporation. De belangrijkste activiteit destijds was het uitgeven van muziek voor films met geluid, die in die tijd in hun opkomst zaten. Tegenwoordig is het de wereldwijde muziekdivisie van Paramount Pictures (en daardoor ook van DreamWorks sinds 2006) en is naast het uitgeven van muziek ook verantwoordelijk voor licentie- en administratiedienstverlening. Hiernaast beheert en geeft Famous Music ook muziek uit voor The Clyde Otis Music Catalogs, MTV Networks (MTV, VH1 en Nickelodeon) en BET. In 2005 kocht het bedrijf het Britse Extreme Music op en sindsdien produceren ze ook muziek.